# Tikkun
Pour les articles homonymes, voir Tikkun (homonymie).
Pour plus de détails, voir Fiche technique et Distribution.
Tikkun est un film dramatique israélien écrit et réalisé par Avishai Sivan et sorti en 2015.

## Synopsis
Un jeune érudit ultra-orthodoxe revient à la vie quarante minutes après sa mort. Il ressent tout à coup comme un étrange réveil dans son corps et soupçonne que Dieu le teste.

## Fiche technique
- Dates de sortie :
  -  Israël : 10 juillet 2015 (Festival international du film de Jérusalem )
  -  Suisse : 11 août 2015 (Festival international du film de Locarno)
  -  États-Unis : 5 septembre 2015 (Festival du film de Telluride)
  -  Israël : 3 décembre 2015 (sortie limitée)
  -  France : 7 décembre 2016
  -  Israël : 12 janvier 2017

## Récompenses
- 2015 : Festival du film de Jérusalem : 
  - Pirchi Family Award du meilleur scénario
  - prix Haggiag pour le meilleur film israélien
- 2015 : Festival international du film de Locarno : 
  - prix spécial du jury
  - prix Don Quixote
- 2015 : Festival international du film de Singapour : Mention spéciale dans la catégorie long métrage asiatique
- 2016 : Festival international du film de Transylvanie : 
  - meilleur réalisateur pour Avishai Sivan
  - nomination au trophée Transilvania du meilleur film

## Distribution
- Aharon Traitel : Haim-Aaron
- Khalifa Natour : Haim-Aron's Father
- Riki Blich : Haim-Aron's Mother
- Gur Sheinberg : Yanke
- Omri Fuhrer : Yeshiva Colleague
- David Ben-Avraham : Yeshiva Supervisor